# Mahanoro
Mahanoro é uma cidade à Madagascar com 39.879 habitantes. Ela fica na região Atsinanana e é sede do Distrito de Mahanoro.

## Geografia
Mahanoro fica na costa Este de Madagascar. Ela é travessada pela estrada nacional No. 11a e tem um aeroporto pouco utilisado.
Ela é situada à 80 km ao Sul de Vatomandry e a 10 km ao Norte da boca do Rio Mangoro.
A 18 km ao Norte da cidade se encontra a Cascada de Sahatsio.